# Staatsmeisterschaft von Santa Catarina
Die Staatsmeisterschaft von Santa Catarina ist die Fußballmeisterschaft des Bundesstaates Santa Catarina (portugiesisch: Campeonato Catarinense de Futebol) in Brasilien. Sie wurde 1924 erstmals ausgetragen und fand seither jährlich – mit Ausnahme von 1946 – statt. Organisiert wird sie vom Fußballlandesverband von Santa Catarina (port: Federação Catarinense de Futebol (FCF)).
Rekordsieger ist der Avaí FC aus Florianópolis mit 19 Titeln, gefolgt vom Lokalrivalen Figueirense FC mit 18 Titeln. Daneben haben sich 21 weitere Vereine in die Siegerliste eintragen können. Im Jahr 1933 hatte kein Meister ermittelt werden können und 1946 war der Wettbewerb gar nicht erst ausgetragen wurden. 2015 wurde nach dem Finale zunächst Joinville als Meister geehrt, später wurde ihnen der Titel jedoch vom Landesverband wegen Regelverstoßes aberkannt.

## Sieger
| Rekordmeister: Avaí FC | 0 | 19 Siege | Avaí FC (Florianópolis) |
| Rekordmeister: Avaí FC | 0 | 18 Siege | Figueirense FC (Florianópolis) |
| Rekordmeister: Avaí FC | 0 | 12 Siege | Joinville EC Criciúma EC |
| Rekordmeister: Avaí FC | 0 | 07 Siege | Chapecoense (Chapecó) |
| Rekordmeister: Avaí FC | 0 | 05 Siege | América FC (Joinville) EC Metropol (Criciúma) |
| Rekordmeister: Avaí FC | 0 | 03 Siege | Caxais FC (Joinville) |
| Rekordmeister: Avaí FC | 0 | 02 Siege | CA Carlos Renaux (Brusque) GE Olímpico (Blumenau) Hercílio Luz FC (Tubarão) Brusque FC |
| Rekordmeister: Avaí FC | 0 | 01 Sieg  | CN Marcílio Dias (Itajaí) EC Internacional (SC) (Lages) EC Ferroviário (Tubarão) Paula Ramos EC (Florianópolis) Externato FC (Florianópolis) Lauro Müller FC (Itajaí) CA Catarinense (Florianópolis) Companhia Itajaiense de Phósforos FC (Itajaí) Ypiranga FC (São Francisco do Sul) CA Operário (Joinville) SER Perdigão (Videira) |

## Meisterschaftshistorie
| - 2025 – Avaí FC - 2024 – Criciúma EC - 2023 – Criciúma EC - 2022 – Brusque FC - 2021 – Avaí FC - 2020 – Chapecoense - 2019 – Avaí FC - 2018 – Figueirense FC - 2017 – Chapecoense - 2016 – Chapecoense - 2015 – Figueirense FC - 2014 – Figueirense FC - 2013 – Criciúma EC - 2012 – Avaí FC - 2011 – Chapecoense - 2010 – Avaí FC - 2009 – Avaí FC - 2008 – Figueirense FC - 2007 – Chapecoense - 2006 – Figueirense FC - 2005 – Criciúma EC - 2004 – Figueirense FC - 2003 – Figueirense FC - 2002 – Figueirense FC - 2001 – Joinville EC | 0 | - 2000 – Joinville EC - 1999 – Figueirense FC - 1998 – Criciúma EC - 1997 – Avaí FC - 1996 – Chapecoense - 1995 – Criciúma EC - 1994 – Figueirense FC - 1993 – Criciúma EC - 1992 – Brusque FC - 1991 – Criciúma EC - 1990 – Criciúma EC - 1989 – Criciúma EC - 1988 – Avaí FC - 1987 – Joinville EC - 1986 – Criciúma EC - 1985 – Joinville EC - 1984 – Joinville EC - 1983 – Joinville EC - 1982 – Joinville EC - 1981 – Joinville EC - 1980 – Joinville EC - 1979 – Joinville EC - 1978 – Joinville EC - 1977 – Chapecoense - 1976 – Joinville EC - 1975 – Avaí FC - 1974 – Figueirense FC - 1973 – Avaí FC - 1972 – Figueirense FC - 1971 – América FC | 0 | - 1970 – EC Ferroviário - 1969 – EC Metropol - 1968 – Criciúma EC - 1967 – EC Metropol - 1966 – SER Perdigão - 1965 – EC Internacional (SC) - 1964 – GE Olímpico - 1963 – Clube Náutico Marcílio Dias - 1962 – EC Metropol - 1961 – EC Metropol - 1960 – EC Metropol - 1959 – Paula Ramos EC - 1958 – Hercílio Luz FC - 1957 – Hercílio Luz FC - 1956 – CA Operário - 1955 – Caxais FC - 1954 – Caxais FC - 1953 – CA Carlos Renaux - 1952 – América FC - 1951 – América FC - 1950 – CA Carlos Renaux - 1949 – EG Olímpico - 1948 – América FC - 1947 – América FC - 1946 Meisterschaft nicht ausgetragen - 1945 – Avaí FC - 1944 – Avaí FC - 1943 – Avaí FC - 1942 – Avaí FC - 1941 – Figueirense FC | 0 | - 1940 – Ypiranga FC - 1939 – Figueirense FC - 1938 – Companhia Itajaiense de Phósforos FC - 1937 – Figueirense FC - 1936 – Figueirense FC - 1935 – Figueirense FC - 1934 – CA Catarinense - 1933 Meisterschaft nicht beendet - 1932 – Figueirense FC - 1931 – Lauro Müller FC - 1930 – Avaí FC - 1929 – Caxais FC - 1928 – Avaí FC - 1927 – Avaí FC - 1926 – Avaí FC - 1925 – Externato FC - 1924 – Avaí FC |

1. ↑  Nach nachträglichem Punktabzug für Joinville EC